# Grandeur of the Seas
Grandeur of the Seas — третье круизное судно класса Vision, находящееся в собственности компании Royal Caribbean Cruises Ltd. и эксплуатируемое оператором Royal Caribbean International было построено в Финляндии на верфи Kværner Masa-Yards, Hietalahti shipyard в Хельсинки в 1996 году.
Серия из шести судов включает в себя также суда-близнецы Legend of the Seas, Splendour of the Seas, Rhapsody of the Seas, Enchantment of the Seas и собственно Vision of the Seas. Название класс получил по последнему судну серии.

## История судна
Киль судна был заложен 6 июня 1995 года на судостроительной верфи Kværner Masa-Yards в Хельсинки, (Финляндия) под заводским номером 492. Спущен на воду 1 марта 1996 года. Передан Royal Caribbean Cruises Ltd., Монровия (Либерия) 20 ноября 1996 года. 13 декабря того же года пришвартовался в Майами. 14 декабря 1996 вышел в первый рейс в Карибский бассейн. В 2001 году судно сменило флаг на Багамский, порт приписки Нассау. 27 мая 2013 года на судне случился пожар, судно было серьёзно повреждено, однако никто не пострадал. Результатом пожара стало снятие судна с рейсов по 5 июля 2013 года в связи с ремонтом. После ремонта на корабль были добавлены акробатические шоу.

## Развлечения на борту
К услугам 2446 пассажиров:
- скалодром
- Casino RoyaleSM
- открытый бассейн
- The Centrum
- Adventure Ocean® для детей и юношей
- солярий
- ShipShape® Day Spa
- фитнес-центр
- тематические бары и кафе
- 8 баров и кафе
- конференц-центр[3]
- Театр Palladium (включающий в себя два постоянных шоу — All Access и Broadway/Rhythm and rhyme, а также одно дополнительное для более длинных круизов — Tango Buenos Aires. В остальные дни идут шоу разных певцов/фокусников/комедиантов/коллективов/жонглеров и т. п.)